# Виндерман, Роман Михайлович
Роман Михайлович Виндерман (17 октября 1945, Одесса —	18 августа 2001, Томск) — советский и российский театральный режиссёр. Заслуженный деятель искусств Российской Федерации.

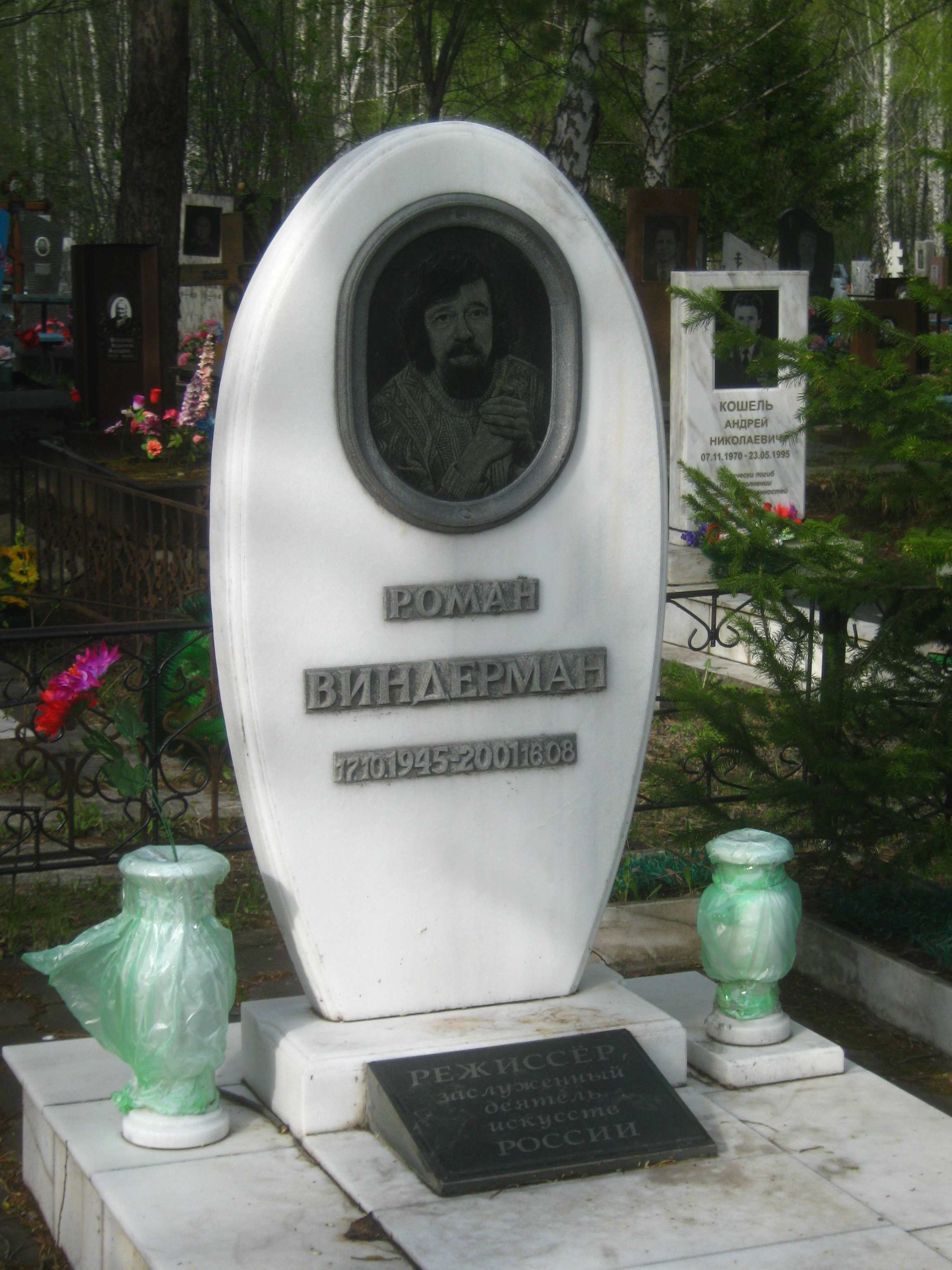
Могила на кладбище Бактин

## Биография
Родился 17 октября 1945 года в Одессе.
Окончил Ленинградский государственный институт театра, музыки и кинематографии. Творческий путь начал в Свердловском театре кукол, где проработал десять лет, проявив себя как экспериментатор.
В 1982 его пригласили работать в Томск, в качестве главного режиссёра. 
В 1983 возглавил Томский театр кукол. Под его руководством обновилась труппа театра, а сам театр преобразовался в Театр куклы и актёра. Основное отличие обновлённого Виндерманом театра от прежнего выразилось в том, что живые актёры во время спектакля перестали просто управлять куклами, скрываясь за ширмой, а стали равноправными с куклами участниками сценического действа. В 1987 году Томскому театру куклы и актёра присвоено название «Скоморох», под которым театр получил мировую известность, благодаря его участию во множестве фестивалей искусств и конкурсах различного уровня, на которых «Скоморох» неоднократно завоёвывал награды. Начиная с этого периода, театр стал активно сотрудничать с другими отечественными и зарубежными театрами, выпуская совместные спектакли, которые демонстрировались и на томский сцене, и на площадках театров-партнёров «Скомороха». В 2001 году, после смерти Романа Виндермана, театру присвоено его имя.
Преподавал.
Состоял в браке с театральным художником Любовью Олеговной Петровой (1948—2024).
В последние полтора года жизни тяжело болел, но продолжал работать.
Скончался 18 августа 2001 года на 56-м году жизни. Похоронен на кладбище Бактин Томска.